# Pedro Piquero
Pedro Piquero, dit Pedro Kaiten Piquero, né à Séville le 28 janvier 1976, est un pianiste, traducteur et maître zen espagnol.

## Biographie
Pedro Piquero a complété sa formation musicale avec Esteban Sánchez en Espagne, et aux États-Unis avec Caio Pagano (pt), respectivement, obtenant la qualification Cum Laude à la fin de celle-ci à l'Université d'État de l'Arizona. Il s'est produit aux États-Unis, en Amérique du Sud, au Mexique, en Suisse, en Belgique, en Espagne, au Portugal et en Suède. En 2002, il a résidé au Centre d'études des arts Belgais dirigé par la pianiste Maria João Pires au Portugal. Plus tard, il a quitté les concerts, se consacrant à l'enregistrement d'enregistrements. Il a reçu plusieurs prix, dont le Prix de la musique indépendante 2010 pour le meilleur CD de musique classique pour le volume 2 de l'intégrale des œuvres pour piano de Manuel Blasco de Nebra, le Melómano de Oro et le Grada Award for Culture 2013. Il a enregistré pour les maisons de disques Verso, Columna Música, Nîbius et Brilliant Classics, en solo, avec les frères Lluis et Gerard Claret, avec l'Orquesta de Extremadura et avec l'acteur Alberto Amarilla. Avec ce dernier, il a également collaboré en 2018 à la bande originale de la pièce Re-cordis.
Dans son travail de traducteur, Pedro Piquero, avec Gudō Wafu Nishijima, a édité en quatre volumes le Shōbōgenzō d'Eihei Dogen (Sirio, 2013-2016), le texte philosophique fondateur du bouddhisme zen soto japonais et le Mūlamadhyamakakārikā de Nāgārjuna (Sirio, 2019). Il a également traduit et commenté Gakudo Yojin Shu de Dogen (Athenaica, 2023).
Parallèlement à son travail artistique, Kaiten Piquero a reçu en 2017 au Japon, des mains du Vénérable Peter Rodo Rocca, la transmission du Dharma du Bouddhisme Zen Soto dans la lignée du maître zen Gudō Wafu Nishijima, dont il fut son dernier disciple. Actuellement, il est actuellement président de Dogen Sangha en Espagne, directeur de Zendo Gudo et membre actif de l'organisation internationale Dharma Voices for Animals.